# Дирото-Сангонето (Торино)
Дирото-Сангонето је насеље у Италији у округу Торино, региону Пијемонт.
Према процени из 2011. у насељу је живело 43 становника. Насеље се налази на надморској висини од 728 м.